# Oswald Hoch
Oswald Hoch (* 12. Februar 1936 in Józefin, Polen; † 24. Februar 2019 in Gifhorn) war ein deutscher Politiker (SPD, später FDP und parteilos).

## Leben
Hoch besuchte zunächst die Volksschule und begann im Anschluss eine Ausbildung zum Elektriker. In Hannover besuchte er das Abendtechnikum und begann nach seinem Abschluss ein Studium der Fachrichtung Elektrotechnik. 1960 legte er die Handwerksmeisterprüfung vor der Handwerkskammer Hannover ab. In Gifhorn nahm er zwischen 1961 und 1971 eine Beschäftigung beim Staatshochbauamt an und wurde Leiter der Abteilung Elektro- und Maschinenwesen. Ab 1963 war er Mitglied des Personalrats, ab 1965 dessen Vorsitzender. Später war er als Anlageberater tätig. 
Der Gewerkschaft ÖTV trat er 1961 bei. Seit 1963 war er Mitglied der SPD und zeitweise Vorsitzender des Unterbezirks Gifhorn-Wolfsburg sowie Vorstandsmitglied des Bezirks Braunschweig. 1986 beantragte der SPD-Ortsverein Hankensbüttel den Parteiausschluss von Hoch, erreichte jedoch nur eine Rüge im Parteiordnungsverfahren. 1989 trat Hoch aus der SPD aus und 1995 in die FDP ein, aus der er 2002 wieder austrat.

## Öffentliche Ämter
In der Stadt Gifhorn war er erstmals zwischen 1968 und 1971 sowie erneut seit 1981 Ratsherr. 1988 verurteilte ihn das Amtsgericht Gifhorn zu einer Geldbuße von 3000 DM wegen Verletzung der Verschwiegenheitspflicht als Ratsherr. Ab 1968 war er auch Mitglied des Kreistages des Landkreises Gifhorn, in dem er von 1972 bis 1974 den Vorsitz der SPD/FDP-Fraktion innehatte. Zwischen 1974 und 1978 war er Mitglied und zudem stellvertretender Fraktionsvorsitzender der Verbandsversammlung des Großraumverbandes Braunschweig. Bei der Sparkasse Gifhorn-Wolfsburg war er zeitweise Mitglied des Verwaltungsrates.
Hoch wurde in der siebten bis zehnten Wahlperiode zum Mitglied des Niedersächsischen Landtages gewählt und war hier Mitglied der SPD-Fraktion vom 30. Juni 1971 bis zum 20. Juni 1986. Er war zunächst Vorsitzender des Unterausschusses für Umweltfragen vom 7. Januar 1975 bis zum 24. Februar 1977 und später Vorsitzender des Ausschusses für Umweltfragen vom 2. Oktober 1978 bis zum 20. Juni 1986.
In der elften Wahlperiode zog er am 6. September 1989 erneut über die SPD-Landesliste als Nachrücker in den Landtag ein, trat jedoch schon am Folgetag aus der SPD-Fraktion aus und blieb fraktionslos. Damit verhalf er der CDU/FDP-Koalition bis zum Ende der Wahlperiode am 20. Juni 1990 wieder zur Mehrheit, die sie am 2. September 1989 verloren hatte, weil der Abgeordnete Kurt Vajen aus der CDU-Fraktion ausgeschlossen worden war.